# اوکرووهلا (ناحیه خب)
اوکرووهلا (به چکی: Okrouhlá) یک منطقهٔ مسکونی در جمهوری چک است که در ناحیه خب واقع شده‌است. اوکرووهلا ۱۰٫۴۳ کیلومتر مربع مساحت و ۲۶۵ نفر جمعیت دارد و ۴۴۵ متر بالاتر از سطح دریا واقع شده‌است.